# Rudolf Ernst Brünnow
Rudolph Ernst Brünnow (Ann Arbor, Míchigan, 7 de febrero de 1858 - Bar Harbor, Maine, 14 de abril de 1917) fue un orientalista y filólogo germano-estadounidense.

## Biografía
Ernst nació durante el período en que su padre, el astrónomo berlinés Franz Friedrich Ernst Brünnow,  vivía en Ann Arbor, Míchigan. En 1863, padre e hijo regresaron a Europa. En 1882 se doctoró en filosofía en la Universidad de Estrasburgo.
En 1897 y 1898, Brünnow y Alfred von Domaszewski realizaron dos viajes juntos a Arabia para obtener nuevos conocimientos sobre la antigua provincia romana de Arabia Petraea. Examinaron el sitio de Petra e hicieron el primer mapa moderno de esta antigua capital del imperio nabateo.
En 1909, Brünnow recibió la Medalla Lucy Wharton Drexel por su trabajo arqueológico en Asiria y Arabia. 
En 1910, Brünnow fue nombrado catedrático de Lenguas Semíticas en Princeton. Además de los idiomas alemán e inglés, dominaba el francés, el griego antiguo, el latín, el turco y el asirio.
Brünnow fue designado presidente del Comité de Mejoras del Camino de Bar Harbor Village en 1912, cargo que ocupó hasta su muerte en 1917. Se le atribuye el diseño del Precipice Trail, el Orange & Black Path y el Beehive Trail en el Parque Nacional Acadia. 

## Obras
- The Kharijites Among the First Omayyads (1884) en línea en archive.org.
- A Classified List of all Simple and Compound Cuneiform Ideographs Occurring in the Texts Hitherto Published  (I-III, 1887–88).
- The  Provincia Arabia on the basis of the two trips undertaken in 1897 and 1898 and the Reports of earlier travellers described, 3 vols., Strasbourg 1904–1909 (together with Alfred von Domaszewski). en línea en archive.org.
- 'Chrestomathy from Arabic Proscript Writers' (1895) en línea en archive.org.
- Al-Juz 'al-hadi wa-al-'ishrun min Kitab al-Aghani by Abū l-Faraj al-Isfahānī, 897 or 8-967 (1888); Leiden Matba' Brill; Contributor Robarts – University of Toronto (Árabe)  en línea en archive.org.